# 黎阳郡
黎阳郡，中国古代的郡。
北魏孝昌中析汲郡置，治所在黎阳县（今河南省浚县东北），辖境相当今河南省浚县一带，属司州。隋朝开皇初年废。